# Centro de Instrução Almirante Graça Aranha
O Centro de Instrução Almirante Graça Aranha (CIAGA) OMN é uma organização militar da Marinha do Brasil destinada à formação do pessoal da Marinha Mercante e oficiais da reserva.
Situado no Rio de Janeiro, é responsável por cursos de Formação de Oficiais da Marinha Mercante, ao nível superior e técnico, e diversos cursos livres para aquaviários, trabalhadores portuários e pessoal envolvido com as demais atividades relacionadas com a Marinha Mercante.

## História

### Marinha Mercante
Em outubro de 1892, em Belém do Pará (norte brasileiro), foram criados a Escola de Maquinistas e o Curso de Náutica, visando a formação de Oficiais para a Marinha Mercante Nacional. Tais instituições foram anexadas num só organismo em fevereiro de 1907, quando nasceu a Escola de Marinha Mercante do Pará (a qual existe até hoje).
Os jovens da época, que tinham dificuldade de ir até Belém para a sua iniciação, formavam-se no Rio de Janeiro, através de aulas particulares, ministradas por Oficiais da Marinha de Guerra, e de aulas práticas, a bordo de navios mercantes. Ao terminar o ano de 1939, a região sul foi beneficiada com a criação, pelo Decreto-Lei nº 1766 de 10 de novembro de 1939, da Escola de Marinha Mercante do Lloyd Brasileiro, no Rio de Janeiro. Localizada no centro da cidade, funcionou em um dos andares das instalações do Lloyd Brasileiro e seu primeiro Diretor foi o Almirante Graça Aranha, que também dirigia a empresa.
Com o advento da 2ª Guerra Mundial, os contingentes da Marinha de Guerra foram mobilizados para o adequado preparo das Forças Navais, causando necessidade de criação, em 10 de novembro de 1939, da Escola de Marinha Mercante do Lloyd Brasileiro, a qual passou a funcionar no prédio da empresa, tendo como seu primeiro Diretor o Almirante Graça Aranha.

### Surge o CIAGA
Em junho de 1956 foi extinta a Escola do Lloyd e criada a Escola de Marinha Mercante do Ministério da Marinha, em dependências próprias, na Avenida Brasil, nº 9020, a beira mar, em terreno com área de 97.500m2.
Até 1964, para as embarcações de que dispunha a Marinha Mercante Nacional, a formação dos Oficiais foi bastante satisfatória, com o mercado de trabalho absorvendo, adequadamente, a oficialidade forjada na nova Escola. O crescimento da Marinha Mercante, a expansão da construção naval, os corredores de exportação e os terminais portuários especializados, provocaram conseqüências imediatas e irreversíveis no comércio marítimo e na economia da nação.
Para guarnecer os grandes e modernos navios que surgiram era necessário o preparo de homens capazes, dotados de conhecimentos adequados à manobra de navios e qualificados para acompanhar o desenvolvimento da tecnologia naval.
Por decisão do Governo brasileiro, a solução mais apropriada para a formação de pessoal capacitado coube à Marinha de Guerra, através da Diretoria de Portos e Costas, que passou a ser responsável pelo ensino técnico-profissional a todos os marítimos, inclusive o pessoal subalterno que até então não dispunha de uma escola para seu aprendizado.
A resposta para esse desafio foi a criação do Centro de Instrução Almirante Graça Aranha, o CIAGA, cuja construção foi iniciada em 1971 e concluída em 1973, sendo inaugurado no dia 12 de janeiro de 1973.
Em 1980, foi criado o Núcleo de Formação de Oficiais da Reserva da Marinha ( NFORM ), Órgão subordinado ao Comandante do CIAGA, com a principal tarefa de prover aos alunos da EFOMM a instrução necessária à capacitação para o exercício de funções de caráter militar.
O CIAGA vem, desde então, através da EFOMM, formando Oficiais, atualizando-os e aperfeiçoando-os nas várias fases da carreira, além de ministrar um vasto programa de cursos especiais a todos os marítimos. 

## Heráldica
Em um escudo boleado, encimado pela coroa naval e envolto por uma elipse feita de um cabo de ouro terminado em nó direito, em campo azul um navio antigo, de três mastros, vestido e aparelhado de ouro, vogante num contrachefe feixado-ondado de prata e azul de cinco peças; chefe ondado, de vermelho com três setas de ouro com as pontas voltadas para cima, duas passadas em aspa e uma disposta em pala e partido de verde com uma esfera armilar de ouro. Pendente do distintivo, a insígnia da Ordem do Mérito Naval.
A nau vogante simboliza o ensino da navegação, finalidade da Escola de Marinha Mercante do Rio de Janeiro. As setas evocam o padroeiro da cidade de São Sebastião do Rio de Janeiro, sede do estabelecimento, e a esfera armilar o comércio marítimo. O presente distintivo, outrora pertencente à Escola de Marinha Mercante do Rio de Janeiro é adotado pelo Centro de Instrução Almirante Graça Aranha a fim de que fique sempre lembrado o tradicional estabelecimento de ensino do qual teve origem. A insígnia pendente do distintivo foi a este anexada em decorrência do Decreto do Presidente da Republica Federativa do Brasil, de 29 de novembro de 1973. 